# Love Among the Cannibals
Love Among the Cannibals è il terzo album in studio del gruppo rock Starship (derivato dai Jefferson Starship), pubblicato nel 1989.

## Tracce
1. The Burn – 4:24 (Martin Page, Bernie Taupin)
2. It's Not Enough – 4:51 (Page, Tommy Funderburk)
3. Trouble in Mind – 4:35 (Joel Feeney, Tim Thorney, Rachel Oldfield)
4. I Didn't Mean to Stay All Night – 4:51 (Robert John "Mutt" Lange)
5. Send a Message – 4:50 (Mickey Thomas, Mark Morgan, Steve Diamond)
6. Wild Again (CD only) – 4:44 (John Bettis, Michael Clark)
7. Love Among the Cannibals – 3:43 (Thomas, Morgan)
8. Dream Sequence / We Dream in Color – 6:27 (Morgan / Thomas, Morgan, Phil Galdston)
9. Healing Waters – 4:57 (Page)
10. Blaze of Love – 4:34 (Chris Thompson, John Van Tongeren, Galdston)
11. I'll Be There – 5:31 (Thomas, Craig Chaquico, Diamond)